# Anillos de Newton

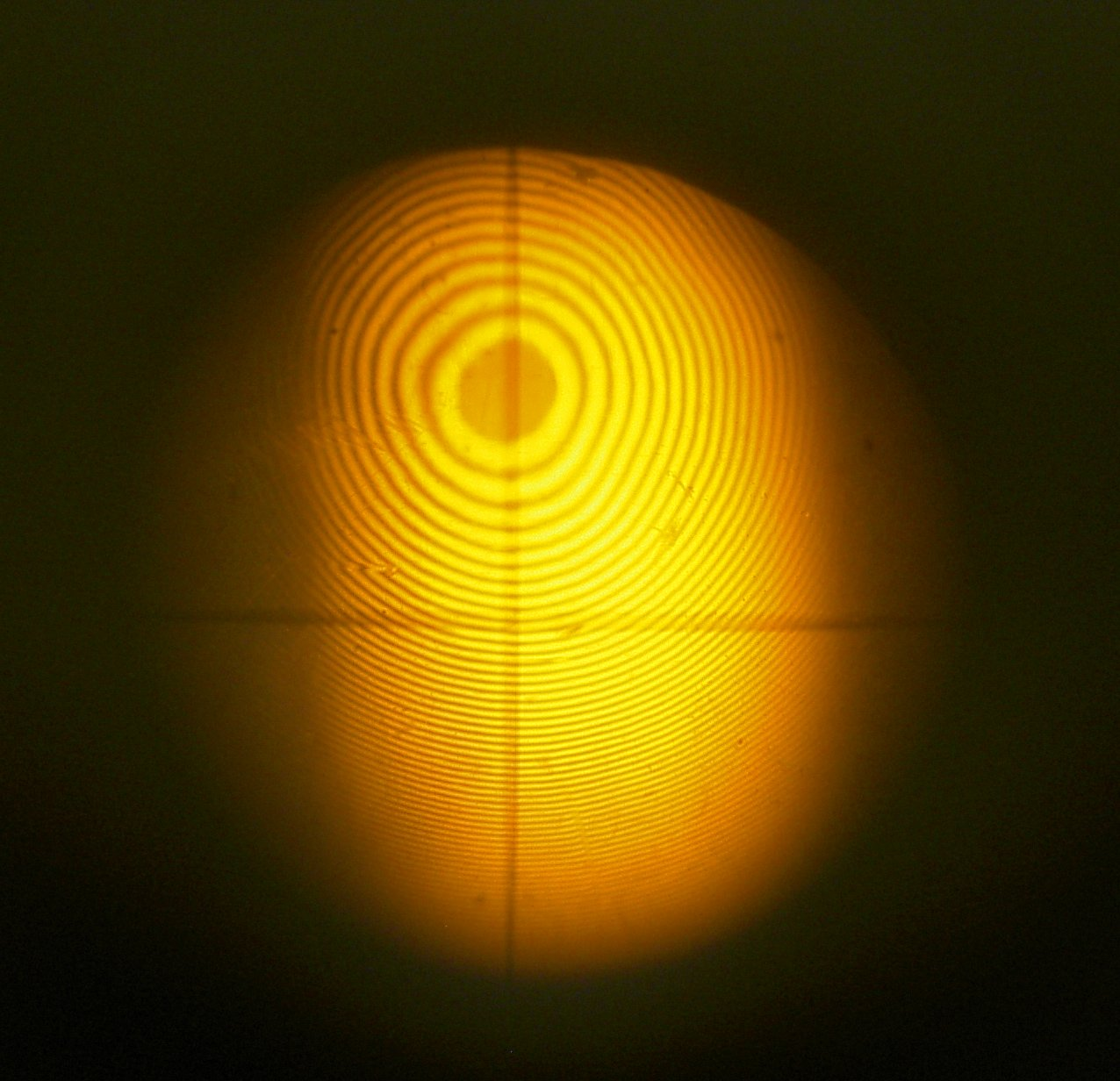
Anillos de Newton.

La configuración de la lente.

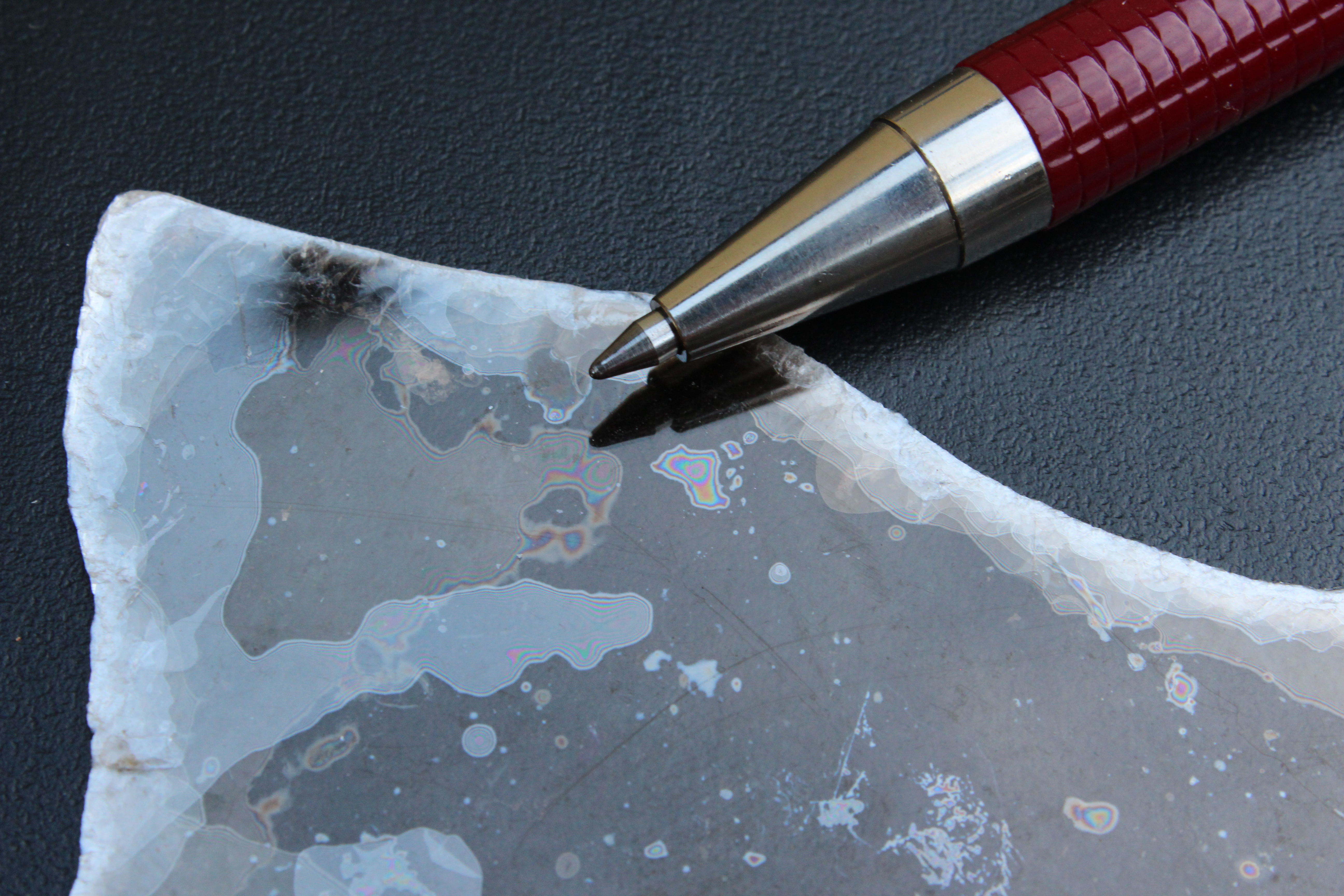
Los anillos de Newton en mica.

El fenómeno de los anillos de Newton es un patrón de interferencia causado por la reflexión de la luz entre dos superficies, una curva y la otra plana.

## Etimología
Los anillos de Newton son llamados así en honor al físico Isaac Newton.

## Historia
Este fenómeno fue descrito por primera vez por Robert Hooke en su libro Micrographia aunque su nombre deriva del físico Isaac Newton, quien fue el primero en analizarlo en 1717.

## Explicación
Con una luz monocromática el patrón se observa como una serie de anillos concéntricos que alternan entre brillantes y oscuros, estos anillos tienen su centro en el punto de contacto entre las dos superficies. Cuando se coloca la luz blanca se forma un patrón de anillos concéntricos con los colores del arcoíris. Esto, porque los rayos de distinta longitud de onda que componen la luz blanca hacen interferencia en grosores distintos del aire entre el lente y la superficie plana.
Los anillos blancos son formados por interferencia constructiva entre las luces reflejadas de ambas superficies, mientras que los anillos negros son causados por interferencia destructiva. Como la pendiente de la superficie de la lente aumenta a medida que nos alejamos del punto de contacto, los anillos están cada vez menos separados a medida que se alejan del centro. Si nos alejamos de un anillo oscuro a otro, por ejemplo, aumenta la diferencia de trayectoria en una cantidad, longitud de onda ({\displaystyle \lambda }), correspondiendo con el mismo incremento del grosor del nivel del aire ({\displaystyle \lambda /2}).

## Simbología
| Símbolo                  | Nombre                             | Unidad |
| ------------------------ | ---------------------------------- | ------ |
| {\displaystyle x_{m}}    | Radio del m-ésimo anillo de Newton | m      |
| {\displaystyle m}        | Designa el anillo (0,1,2,3...)     |        |
| {\displaystyle R}        | Radio de la curvatura del lente    | m      |
| {\displaystyle \lambda } | Longitud de onda de la luz         | m      |

## Descripción
La ecuación es:
{\displaystyle x_{m}=\left[\left(m+{\frac {1}{2}}\right)\lambda \ R\right]^{1/2}}
De la ecuación se deduce que para poder observar los anillos de Newton es necesario que el radio de la superficie curva sea muy grande, o mejor dicho, que dicha superficie sea casi plana, puesto que la longitud de onda de la luz visible es del orden de los nanómetros. De ahí que el fenómeno pueda apreciarse juntando dos placas planas transparentes, y presionando una sobre la otra con una punta; de esa manera si la placa sobre la que se ejerce la presión es delgada se deformará adquiriendo la ligera curvatura necesaria y suficiente para poder ver los anillos de Newton.